# 交界街道
交界街道，是中华人民共和国黑龙江省哈尔滨市阿城区下辖的一个街道办事处，位于阿城区南部。
2013年1月18日，黑龙江省民政厅批复同意撤销交界镇，设立交界街道办事处。

## 行政区划
交界街道下辖以下地区：
交界社区、交界村、沙河村、博碾村、沿河村、勤俭村和董家村。